# Nongshim
Nongshim Co., Ltd. (Hangul: 농심; Hanja: 農心; Herziene romanisering: Nongsim; Vertaling: Boerenhart) is een Zuid-Koreaans voedings en drankenbedrijf met hoofdkantoor in Seoul, Zuid-Korea. Nongshim is in 1965 opgericht onder de naam Lotte Food Industrial Company. De naam werd in 1978 veranderd in Nongshim.
Het huidige logo werd in 1991 gepubliceerd, het stelt een zaadje voor. In 2003 stapte het bedrijf over op een houdstermaatschappijsysteem en werd het een dochteronderneming van Nongshim Holdings.
Nongshim is het grootste bedrijf voor instantnoedels en snacks in Zuid-Korea. Aan het einde van 2015 had het bedrijf 2,57 biljoen aan activa gewonnen en 2,81 biljoen aan omzet. Het heeft 11 fabrieken wereldwijd, heeft dochterondernemingen in Korea en daarbuiten en is actief in meer dan 100 landen.